# Grand Prix Formule 1 van Italië 2007
De Grand Prix Formule 1 van Italië 2007 werd gehouden van 7 tot 9 september 2007 op Autodromo Nazionale Monza.

## Kwalificatie
| Positie | Nummer | Naam                 | Team               | Q1       | Q2       | Q3       |
| ------- | ------ | -------------------- | ------------------ | -------- | -------- | -------- |
| 1       | 1      | Fernando Alonso      | McLaren-Mercedes   | 1:21.718 | 1:21.356 | 1:21.997 |
| 2       | 2      | Lewis Hamilton       | McLaren-Mercedes   | 1:21.956 | 1:21.746 | 1:22.034 |
| 3       | 5      | Felipe Massa         | Ferrari            | 1:22.309 | 1:21.993 | 1:22.549 |
| 4       | 9      | Nick Heidfeld        | BMW Sauber         | 1:23.107 | 1:22.466 | 1:23.174 |
| 5       | 6      | Kimi Räikkönen       | Ferrari            | 1:22.673 | 1:22.369 | 1:23.183 |
| 6       | 10     | Robert Kubica        | BMW Sauber         | 1:23.088 | 1:22.400 | 1:23.446 |
| 7       | 4      | Heikki Kovalainen    | Renault            | 1:23.505 | 1:23.134 | 1:24.102 |
| 8       | 16     | Nico Rosberg         | Williams-Toyota    | 1:23.333 | 1:22.748 | 1:24.382 |
| 9       | 12     | Jarno Trulli         | Toyota             | 1:23.724 | 1:23.107 | 1:24.555 |
| 10      | 7      | Jenson Button        | Honda              | 1:23.639 | 1:23.021 | 1:25.165 |
| 11      | 15     | Mark Webber          | Red Bull-Renault   | 1:23.575 | 1:23.166 |          |
| 12      | 8      | Rubens Barrichello   | Honda              | 1:23.474 | 1:23.176 |          |
| 13      | 17     | Alexander Wurz       | Williams-Toyota    | 1:23.739 | 1:23.209 |          |
| 14      | 23     | Anthony Davidson     | Super Aguri-Honda  | 1:23.646 | 1:23.274 |          |
| 15      | 3      | Giancarlo Fisichella | Renault            | 1:23.559 | 1:23.325 |          |
| 16      | 19     | Sebastian Vettel     | Toro Rosso-Ferrari | 1:23.578 | 1:23.351 |          |
| 17      | 22     | Takuma Sato          | Super Aguri-Honda  | 1:23.749 |          |          |
| 18      | 11     | Ralf Schumacher      | Toyota             | 1:23.787 |          |          |
| 19      | 18     | Vitantonio Liuzzi    | Toro Rosso-Ferrari | 1:23.886 |          |          |
| 20      | 14     | David Coulthard      | Red Bull-Renault   | 1:24.019 |          |          |
| 21      | 20     | Adrian Sutil         | Spyker-Ferrari     | 1:24.699 |          |          |
| 22      | 21     | Sakon Yamamoto       | Spyker-Ferrari     | 1:25.084 |          |          |

## Race
| Positie | Nummer | Coureur              | Team               | Rondes | Tijd/Oorzaak uitval | Startplaats | Punten |
| ------- | ------ | -------------------- | ------------------ | ------ | ------------------- | ----------- | ------ |
| 1       | 1      | Fernando Alonso      | McLaren-Mercedes   | 53     | 1:18:37.806         | 1           | 10     |
| 2       | 2      | Lewis Hamilton       | McLaren-Mercedes   | 53     | +6.062              | 2           | 8      |
| 3       | 6      | Kimi Räikkönen       | Ferrari            | 53     | +27.325             | 5           | 6      |
| 4       | 9      | Nick Heidfeld        | BMW Sauber         | 53     | +56.562             | 4           | 5      |
| 5       | 10     | Robert Kubica        | BMW Sauber         | 53     | +1:00.558           | 6           | 4      |
| 6       | 16     | Nico Rosberg         | Williams-Toyota    | 53     | +1:05.810           | 8           | 3      |
| 7       | 4      | Heikki Kovalainen    | Renault            | 53     | +1:06.751           | 7           | 2      |
| 8       | 7      | Jenson Button        | Honda              | 53     | +1:12.168           | 10          | 1      |
| 9       | 15     | Mark Webber          | Red Bull-Renault   | 53     | +1:15.879           | 11          |        |
| 10      | 8      | Rubens Barrichello   | Honda              | 53     | +1:16.958           | 12          |        |
| 11      | 12     | Jarno Trulli         | Toyota             | 53     | +1:17.736           | 9           |        |
| 12      | 3      | Giancarlo Fisichella | Renault            | 52     | +1 ronde            | 15          |        |
| 13      | 17     | Alexander Wurz       | Williams-Toyota    | 52     | +1 ronde            | 13          |        |
| 14      | 23     | Anthony Davidson     | Super Aguri-Honda  | 52     | +1 ronde            | 14          |        |
| 15      | 11     | Ralf Schumacher      | Toyota             | 52     | +1 ronde            | 18          |        |
| 16      | 22     | Takuma Sato          | Super Aguri-Honda  | 52     | +1 ronde            | 17          |        |
| 17      | 18     | Vitantonio Liuzzi    | Toro Rosso-Ferrari | 52     | +1 ronde            | 19          |        |
| 18      | 19     | Sebastian Vettel     | Toro Rosso-Ferrari | 52     | +1 ronde            | 16          |        |
| 19      | 20     | Adrian Sutil         | Spyker-Ferrari     | 52     | +1 ronde            | 21          |        |
| 20      | 21     | Sakon Yamamoto       | Spyker-Ferrari     | 52     | +1 ronde            | 22          |        |
| DNF     | 5      | Felipe Massa         | Ferrari            | 10     | Ophanging           | 3           |        |
| DNF     | 14     | David Coulthard      | Red Bull-Renault   | 1      | Ongeluk             | 20          |        |

## Wetenswaardigheden
- Raceleiders: Fernando Alonso, 48 rondes (1-20, 26-53) en Kimi Räikkönen, 5 rondes (21-25).
- Het derde een-tweetje van McLaren dit seizoen.
- Fernando Alonso is de tweede persoon in de 21e eeuw die de Grand Prix van Italië wint als niet-Ferrari-coureur, na Juan Pablo Montoya voor BMW-Williams in 2001 en 2005.
- De achtste overwinning van McLaren op Monza.
- Het 11e podium van Lewis Hamilton in 13 races.
- De 100e Grand Prix van Red Bull Racing.

## Statistieken
| Snelste ronde | Fernando Alonso | McLaren-Mercedes | 1:22.871 |

1921 · 1922 · 1923 · 1924 · 1925 · 1926 · 1927 · 1928 · 1931 · 1932 · 1933 · 1934 · 1935 · 1936 · 1937 · 1938 · 1947 · 1948 · 1949 · 1950 · 1951 · 1952 · 1953 · 1954 · 1955 · 1956 · 1957 · 1958 · 1959 · 1960 · 1961 · 1962 · 1963 · 1964 · 1965 · 1966 · 1967 · 1968 · 1969 · 1970 · 1971 · 1972 · 1973 · 1974 · 1975 · 1976 · 1977 · 1978 · 1979 · 1980 · 1981 · 1982 · 1983 · 1984 · 1985 · 1986 · 1987 · 1988 · 1989 · 1990 · 1991 · 1992 · 1993 · 1994 · 1995 · 1996 · 1997 · 1998 · 1999 · 2000 · 2001 · 2002 · 2003 · 2004 · 2005 · 2006 · 2007 · 2008 · 2009 · 2010 · 2011 · 2012 · 2013 · 2014 · 2015 · 2016 · 2017 · 2018 · 2019 · 2020 · 2021 · 2022 · 2023 · 2024 · 2025